# Mézangers
Mézangers és un municipi francès situat al departament de Mayenne i a la regió de País del Loira. L'any 2007 tenia 678 habitants.

## Demografia

### Població
El 2007 la població de fet de Mézangers era de 678 persones. Hi havia 258 famílies de les quals 58 eren unipersonals (23 homes vivint sols i 35 dones vivint soles), 78 parelles sense fills, 106 parelles amb fills i 16 famílies monoparentals amb fills.
La població ha evolucionat segons el següent gràfic:
Habitants censats

### Habitatges
El 2007 hi havia 285 habitatges, 257 eren l'habitatge principal de la família, 17 eren segones residències i 11 estaven desocupats. 279 eren cases i 3 eren apartaments. Dels 257 habitatges principals, 208 estaven ocupats pels seus propietaris, 45 estaven llogats i ocupats pels llogaters i 4 estaven cedits a títol gratuït; 13 tenien dues cambres, 44 en tenien tres, 76 en tenien quatre i 124 en tenien cinc o més. 216 habitatges disposaven pel capbaix d'una plaça de pàrquing. A 93 habitatges hi havia un automòbil i a 151 n'hi havia dos o més.

### Piràmide de població
La piràmide de població per edats i sexe el 2009 era:
| Homes | Edats   | Dones |
| ----- | ------- | ----- |
| 0     | 95 o +  | 0     |
| 0     | 90 a 94 | 0     |
| 0     | 85 a 89 | 4     |
| 4     | 80 a 84 | 4     |
| 20    | 75 a 79 | 8     |
| 0     | 70 a 74 | 8     |
| 8     | 65 a 69 | 4     |
| 24    | 60 a 64 | 24    |
| 20    | 55 a 59 | 12    |
| 12    | 50 a 54 | 28    |
| 32    | 45 a 49 | 12    |
| 20    | 40 a 44 | 24    |
| 20    | 35 a 39 | 16    |
| 32    | 30 a 34 | 28    |
| 8     | 25 a 29 | 8     |
| 8     | 20 a 24 | 16    |
| 32    | 15 a 19 | 24    |
| 36    | 10 a 14 | 8     |
| 20    | 5 a 9   | 12    |
| 16    | 0 a 4   | 8     |

## Economia
El 2007 la població en edat de treballar era de 409 persones, 313 eren actives i 96 eren inactives. De les 313 persones actives 297 estaven ocupades (165 homes i 132 dones) i 16 estaven aturades (8 homes i 8 dones). De les 96 persones inactives 36 estaven jubilades, 33 estaven estudiant i 27 estaven classificades com a «altres inactius».

### Ingressos
El 2009 a Mézangers hi havia 254 unitats fiscals que integraven 680 persones, la mediana anual d'ingressos fiscals per persona era de 15.674 €.

### Activitats econòmiques
Dels 15 establiments que hi havia el 2007, 5 eren d'empreses de construcció, 1 d'una empresa de comerç i reparació d'automòbils, 2 d'empreses d'hostatgeria i restauració, 1 d'una empresa immobiliària, 2 d'empreses de serveis, 1 d'una entitat de l'administració pública i 3 d'empreses classificades com a «altres activitats de serveis».
Dels 6 establiments de servei als particulars que hi havia el 2009, 2 eren paletes, 1 guixaire pintor, 1 fusteria, 1 empresa de construcció i 1 agència immobiliària.
L'any 2000 a Mézangers hi havia 33 explotacions agrícoles que ocupaven un total de 975 hectàrees.

## Equipaments sanitaris i escolars
El 2009 hi havia una escola elemental integrada dins d'un grup escolar amb les comunes properes formant una escola dispersa.

## Poblacions més properes
El següent diagrama mostra les poblacions més properes.